# توماس هوفمان
توماس هوفمان (بالإنجليزية: Thomas Huffman)‏ هو عالم إنسان جنوب أفريقي، ولد في 17 يوليو 1944.